# リージェン・チョン
リージェン・チョン（張惠雅／Regen Cheung、1988年9月7日 - ）は、香港出身の女性歌手、HotChaのメンバーである。
2007年ウィンキー・ライ（黎美言、Winkie Lai）、クリスタル・チョン（張紋嘉、Crystal Cheung）とともにHotChaを結成。
2011年にはオーストラリア留学のため芸能活動を休止。HotChaはウィンキーとクリスタルの2名で活動を続けている。

## プロファイル
英語名：Regen
中国語名：張惠雅
出生日：9月7日
星座：おとめ座
身長：160 cm
体重：96 lb
言語：広東語, 英語, 北京語
趣味：世界一周

## 出演作品

### テレビドラマ
- 2008年：『尖子攻略』

### 映画
- 2008年：『親愛的』 - Regen 役
- 2008年：『絶代双驕』 - 金銀宝 役
- 2009年：『愛得起』

### 吹き替え作品
- 2008年7月10日：『超劇場版ケロロ軍曹3 ケロロ対ケロロ天空大決戦であります!』
- 2008年10月1日：『ストームライダー』

## 参加した楽曲
- Babyboy （王浩信、農夫との合唱）（2007年）
- 天黒黒 (Live)（アルバム「SEXXY-FUNИY-COOL 2.0 讚賀版DVD中」を収録）（2008年）

ほか